# Actio vi bonorum raptorum
Actio vi bonorum raptorum – w prawie rzymskim powództwo poszkodowanego przeciwko sprawcy rabunku (rapina).

## Charakterystyka powództwa
Początkowo rabunek traktowano jako szczególny rodzaj kradzieży jawnej (furtum manifestum), w związku z czym przeciwko sprawcy wykorzystywano actio furti manifesti. Od roku 76 p.n.e. (tj. od czasów pretora Lucullusa) zaczęto traktować rabunek (rapina) jako osobny delikt ścigany za pomocą actio vi bonorum raptorum (dosłownie: skarga mienia zrabowanego przemocą). Jeżeli powództwo wytoczono w ciągu roku od zdarzenia, opiewało ono na czterokrotność (quadruplum) wartości zrabowanego mienia. Po roku powództwo opiewało jedynie na pojedynczą wartość (simplum). W prawie klasycznym istniał spór w doktrynie czy powództwo to ma charakter karny czy mieszany. Prawo justyniańskie uznało skargę za skargę mieszaną, gdzie w quadruplum mieściło się potrójne odszkodowanie (triplum) oraz grzywna (simplum). Przy tak rozumianym powództwie występowało zjawisko konkurencji skarg, ze skargą o wydanie rzeczy zrabowanej.
Powództwo należało do actiones famosae – powodowało infamię pozwanego w wypadku zasądzenia.